# Mistrz z 1482
Mistrz z 1482 (Brüggerski Mistrz z 1482) – anonimowy flamandzki iluminator, czynny pod koniec XV wieku prawdopodobnie w Niemczech w Brüggen.
Pracował dla bibliofila Lodewijka van Gruuyhuse (1422-1492) zwanego Ludwikiem z Brugii. W swojej rezydencji w Brugii, Gruuthusegof, kolekcjonował dzieła sztuki i książki (około 200 rękopisów). Dla niego, do nowo zamówionych kodeksów, pracowało wielu południowoniderlandzkich iluminatorów m.in. Lieven van Lathem, Loyset Liédet, Philippe de Mazerolles, Mistrz Antoniego Burgundzkiego, Mistrz Modlitewnika Drezdeńskiego i Mistrz z 1482 roku.